# 業子内親王
業子内親王（なりこないしんのう、？ー弘仁6年6月24日（815年8月2日））は、嵯峨天皇の第一皇女。

## 経歴
母の高津内親王は、大同4年（809年）嵯峨天皇の即位とともに妃に立てられるが、間を置かずして廃される（後述）。同母兄弟に業良親王がいる。
業子内親王の生年については不明であるが、第一皇女というのが事実とすれば、大同年間には既に誕生していた有智子内親王や仁子内親王よりも年長であったと推測される。ただし、皇女の命名方法を根拠（他の皇女が2文字で統一されているのに、彼女だけがその枠外に外れているため）に有智子内親王が最初に生まれたとする見解もある。
弘仁6年6月24日（815年8月2日）に逝去する。
『日本後紀』の業子内親王の薨伝には母の高津内親王を「二品」と記されているが、『続日本後紀』に記された高津内親王の薨伝には高津内親王の品位を「三品」と記されている。〈訳注日本史料〉『日本後紀』はこれを伝本の誤記とみなして、『続日本後紀』に従って校訂を加えているが、桜田真理絵は廃妃の際に品位を貶されたものとしている。その上で、業子内親王の薨去からわずか19日後の弘仁6年7月13日（815年8月21日）には橘嘉智子が嵯峨天皇の皇后に立てられていることを指摘し、更に業子の薨伝と同日に長岡京の故地である山城国乙訓郡で風雷の被害があったことが記されている不自然さも指摘して、業子内親王の死をきっかけに宮中に異変が発生し、短期間のうちに高津内親王の廃妃と橘嘉智子の立后が行われたのではないかと推測している。